# ليزو (مدينة)
ليزو هي مدينة من مدن الصين.

## المناخ
يظهر الجدول التالي التغييرات المناخية على مدار السنة لليزو:
| البيانات المناخية لـليزو                         | البيانات المناخية لـليزو | البيانات المناخية لـليزو | البيانات المناخية لـليزو | البيانات المناخية لـليزو | البيانات المناخية لـليزو | البيانات المناخية لـليزو | البيانات المناخية لـليزو | البيانات المناخية لـليزو | البيانات المناخية لـليزو | البيانات المناخية لـليزو | البيانات المناخية لـليزو | البيانات المناخية لـليزو | البيانات المناخية لـليزو |
| الشهر                                            | يناير                    | فبراير                   | مارس                     | أبريل                    | مايو                     | يونيو                    | يوليو                    | أغسطس                    | سبتمبر                   | أكتوبر                   | نوفمبر                   | ديسمبر                   | المعدل السنوي            |
| ------------------------------------------------ | ------------------------ | ------------------------ | ------------------------ | ------------------------ | ------------------------ | ------------------------ | ------------------------ | ------------------------ | ------------------------ | ------------------------ | ------------------------ | ------------------------ | ------------------------ |
| الدرجة القصوى °م (°ف)                            | 29.5 (85.1)              | 34.4 (93.9)              | 37.5 (99.5)              | 37.3 (99.1)              | 38.6 (101.5)             | 37.7 (99.9)              | 38.5 (101.3)             | 36.5 (97.7)              | 36.3 (97.3)              | 33.3 (91.9)              | 32.9 (91.2)              | 29.6 (85.3)              | 38.6 (101.5)             |
| متوسط درجة الحرارة الكبرى °م (°ف)                | 19.5 (67.1)              | 19.8 (67.6)              | 22.8 (73.0)              | 27.3 (81.1)              | 30.7 (87.3)              | 32.5 (90.5)              | 32.9 (91.2)              | 32.2 (90.0)              | 30.7 (87.3)              | 28.5 (83.3)              | 25.3 (77.5)              | 21.3 (70.3)              | 27.0 (80.5)              |
| المتوسط اليومي °م (°ف)                           | 15.9 (60.6)              | 16.8 (62.2)              | 19.6 (67.3)              | 23.9 (75.0)              | 26.8 (80.2)              | 28.4 (83.1)              | 28.7 (83.7)              | 28.3 (82.9)              | 27.0 (80.6)              | 24.8 (76.6)              | 21.2 (70.2)              | 17.3 (63.1)              | 23.2 (73.8)              |
| متوسط درجة الحرارة الصغرى °م (°ف)                | 13.5 (56.3)              | 14.7 (58.5)              | 17.5 (63.5)              | 21.5 (70.7)              | 24.1 (75.4)              | 25.5 (77.9)              | 25.7 (78.3)              | 25.6 (78.1)              | 24.4 (75.9)              | 22.1 (71.8)              | 18.3 (64.9)              | 14.4 (57.9)              | 20.6 (69.1)              |
| أدنى درجة حرارة °م (°ف)                          | 4.7 (40.5)               | 3.7 (38.7)               | 4.8 (40.6)               | 10.8 (51.4)              | 15.6 (60.1)              | 20.1 (68.2)              | 21.8 (71.2)              | 21.6 (70.9)              | 17.0 (62.6)              | 12.3 (54.1)              | 6.6 (43.9)               | 2.4 (36.3)               | 2.4 (36.3)               |
| الهطول مم (إنش)                                  | 19.0 (0.75)              | 36.0 (1.42)              | 43.7 (1.72)              | 99.4 (3.91)              | 213.0 (8.39)             | 210.4 (8.28)             | 231.2 (9.10)             | 288.3 (11.35)            | 244.4 (9.62)             | 147.1 (5.79)             | 47.4 (1.87)              | 26.9 (1.06)              | 1٬606٫8 (63.26)          |
| متوسط الرطوبة النسبية (%)                        | 83                       | 89                       | 90                       | 89                       | 86                       | 84                       | 83                       | 85                       | 85                       | 82                       | 78                       | 78                       | 84                       |
| المصدر: China Meteorological Data Service Center |                          |                          |                          |                          |                          |                          |                          |                          |                          |                          |                          |                          |                          |